# 인천 상륙 작전
인천 상륙 작전(仁川上陸作戰, 영어: Battle of Incheon/Inchon)은 6.25 전쟁이 한창이던 1950년 9월 15일 유엔군 사령관 더글러스 맥아더의 주도로 한반도에서 진행된 상륙 작전이다. 이 작전에는 75,000여 명의 병력과 261척의 해군 함정이 투입된것에 더불어 나아가 인천이 수복된 후 유엔군은 13일에 걸쳐 서울로 진격하는 계기가 된다. 작전 암호명 크로마이트 작전이다.
유엔군사제독 더글러스 맥아더 장군이 6월 29일 한강방어선을 시찰할 때 “상륙작전으로 북한군의 후방을 차단해 전세를 역전시킨다”는 구상을 하였고 이에 따라 구체적으로 7월 22일 미제1기병사단과 미 해병대 연대전투단(RCT) 병력을 인천에 상륙시킨다는 블루하츠 작전 (Operation Bluehearts)이 만들어졌으나 전황이 악화되고 미 본토에서의 상륙부대 배치가 늦어지면서 취소되었다.
그후 대한민국 국군과 유엔군은 남쪽인 낙동강 방어선에서 힘겨운 방어전을 벌이고 있었는데 인천은 낙동강과 부산 교두보에서 멀리 떨어져 있고, 조선인민군이 거의 방어를 하지 않고 있었다. 이곳에 기습 상륙 작전을 개시함으로써, 유엔군은 손쉽게 인천을 점령하여 서울까지 탈환했다. 이로써 조선인민군은 보급로를 차단 당하게 되었다.

## 작전의 배경

### 낙동강 방어선까지 밀린 UN군

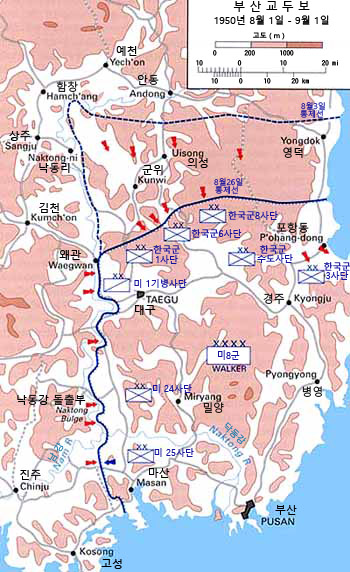
부산 교두보 지도

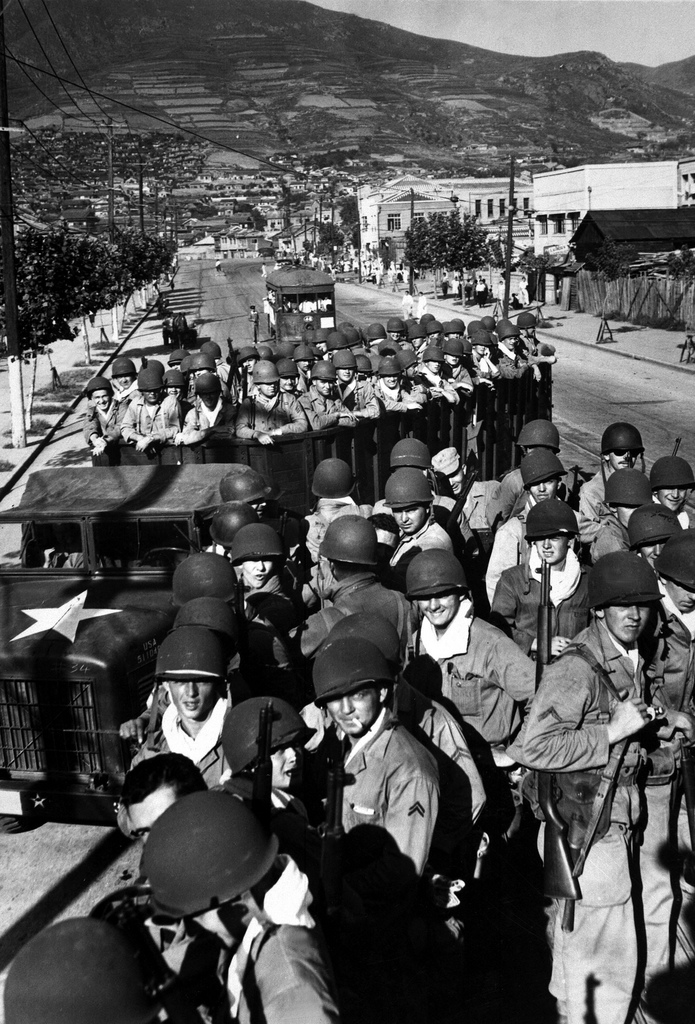
부산에 도착한 미국 해병대

1950년 6월 25일 조선민주주의인민공화국의 대한민국 침공으로 한국 전쟁이 발발했다. 이후 조선인민군은 병력과 무기에서 유엔군 및 대한민국 국군을 압도했다.

조선인민군(현재의 조선민주주의인민공화국)의 전략은 포위, 섬멸 작전이었다. 조선인민군이 유엔군과 대한민국 국군을 밀어붙인 후, 좌우 양 측면을 포위하고 공격하고 위아래를 보자기로 감싸듯이 섬멸하는 전략이었다. 이 방법은 6.25 전쟁 시작부터 8월 초까지 완벽하게 먹혀들었다. 유엔군과 국군은 패배를 거듭했고 그만큼 조선인민군은 더욱 진격할 수 있었다.
8월 초가 되자 UN군과 대한민국 국군은 더 이상 밀릴 땅도 없었다. 더 이상 물러나다가는 동해와 남해에 빠져 물고기 밥이 될 신세였다. 그리하여 유엔군은 낙동강 방어선을 구축하여 최후의 방어선으로 삼았다. 일명 부산 교두보 전투의 시작이었다. 유엔군과 대한민국 국군은 북쪽과 서쪽의 2면만 방어하게 되자 더 이상 조선인민군에서 양측면을 노출시키지 않았다. 조선인민군은 이제까지 재미를 봤던 포위, 섬멸 작전을 쓸 수 없게 되었다. 또한 유엔군은 부산항과 비행장을 통하여 병력과 무기, 전쟁물자를 빠르게 보급받게 되었다. 그리하여 조선인민군이 6.25 전쟁 초기에 누렸던 병력과 무기에서의 우위를 점차 상실하게 되었다.

#### 조선인민군의 8월 공세
8월 5일 조선인민군은 낙동강 방어선에서 이전의 전술을 다시 사용하고자 했다. 상하좌우를 포위할 4개의 공격축을 설정하고 전투를 치렀다. 바로 낙동강 방어선 전투였다. 마산, 전투산, 낙동강 일대, 대구, 칠곡 등에서 격전이 치러졌다. 포항에서는 대한민국 국군이 조선인민군 3개 사단을 포항 전투에서 격퇴시켰다. 조선인민군의 공격은 유엔군과 대한민국 국군에 의해 효과적으로 저지되자 조선인민군의 8월 공세도 시간을 끌게 되었다. 이제 조선인민군의 전략은 6.25 전쟁에서 더 이상 유효하지 않음이 드러나게 되었다.

#### 조선인민군의 9월 공세
8월 말이 되었다. 조선인민군은 공격을 오래 지속하기가 어려웠다. 대다수의 부대가 커다란 병력 손실을 입어 효율성이 크게 감소한 상황이었다. 조선인민군의 상황이 이러함에도 보급 또한 제대로 이루어지지 못했다. 식량, 무기, 장비 등 모든 면에서 물자가 부족했다. 그러다보니 기존의 병력을 대신하여 투입된 병력들의 사기도 저하되어 있었다. 이러한 상황을 타개하기 위해 조선인민군은 9월 공세를 준비한다. 이를 가능케 할 만큼의 보급을 받고 병사들의 사기를 유지시켰다. 9월 1일 조선인민군은 최후의 공세인 낙동강 대공세를 감행했다. 목적은 오직 낙동강 방어선을 돌파였다. 조선인민군은 이번에 4개가 아닌 5개의 공격축을 설정했다. 이 공세에서 유엔군은 허를 찔려버렸다. 조선인민군이 유엔군과 대한민국 국군을 거의 압도할 수 있다고 예상되었다. 조선인민군은 경주를 공격했고, 대구와 가산을 포위했으며, 낙동강을 다시 도하하여 영산을 향해 진격했고, 남강과 함안을 통해 마산을 점령하고자 하였다. 6.25전쟁의 전투 중 가장 참혹한 전투였다.
결과는 유엔군과 대한민국 국군의 승리였다. 조선인민군의 공세를 효과적인 방어로 막아낸 것이다. 조선인민군은 두 번에 걸친 공세의 실패로 병력과 자원이 급감하게 되었고, 공세 위주의 전략을 철회할 수 밖에 없었다. 북한군은 공세의 실패로 인해 유엔군과 대한민국 국군의 반격을 막아내기도 버겁게 되었다.

## 상황을 타계할 상륙 작전 계획

작전 노선도

### 상륙 지역 선정
미국 합동전략기획 및 작전단(JSPOG)에서 연구를 시작했다. 작전명은 크로마이트(Chromite)로 정하고 주요 상륙지로는 총 3개 지역을 최종적으로 결정했다. 인천(100-B), 군산(100-C), 주문진(100-D)이 그것이다. 일본 도쿄에 있는 미국 극동군사령부의 관계참보부에서 상륙지역을 인천으로 결정하여 관련부대에 하달했다.

### 미 합동참모부의 인천 반대
미 합동참보부가 상륙 작전 자체에 대해서는 전적으로 동의했지만 상륙 지역을 인천으로 하는 것에는 반대했다. 인천의 조수, 수로, 해안 조건을 반대 이유로 들었다.
- 수로가 협소하여 대규모 함정의 진입이 불가능하다. 적이 수로에 기뢰를 부설해놓아 피해가 클 수밖에 없다.
- 밀물과 썰물의 차이가 10m에 달해 썰물 시 해안에 2~5km의 갯벌이 생겨난다. 이로 인해 상륙함의 접근이 곤란하다.[30]

### 더글러스 맥아더가 겪은 태평양 전쟁

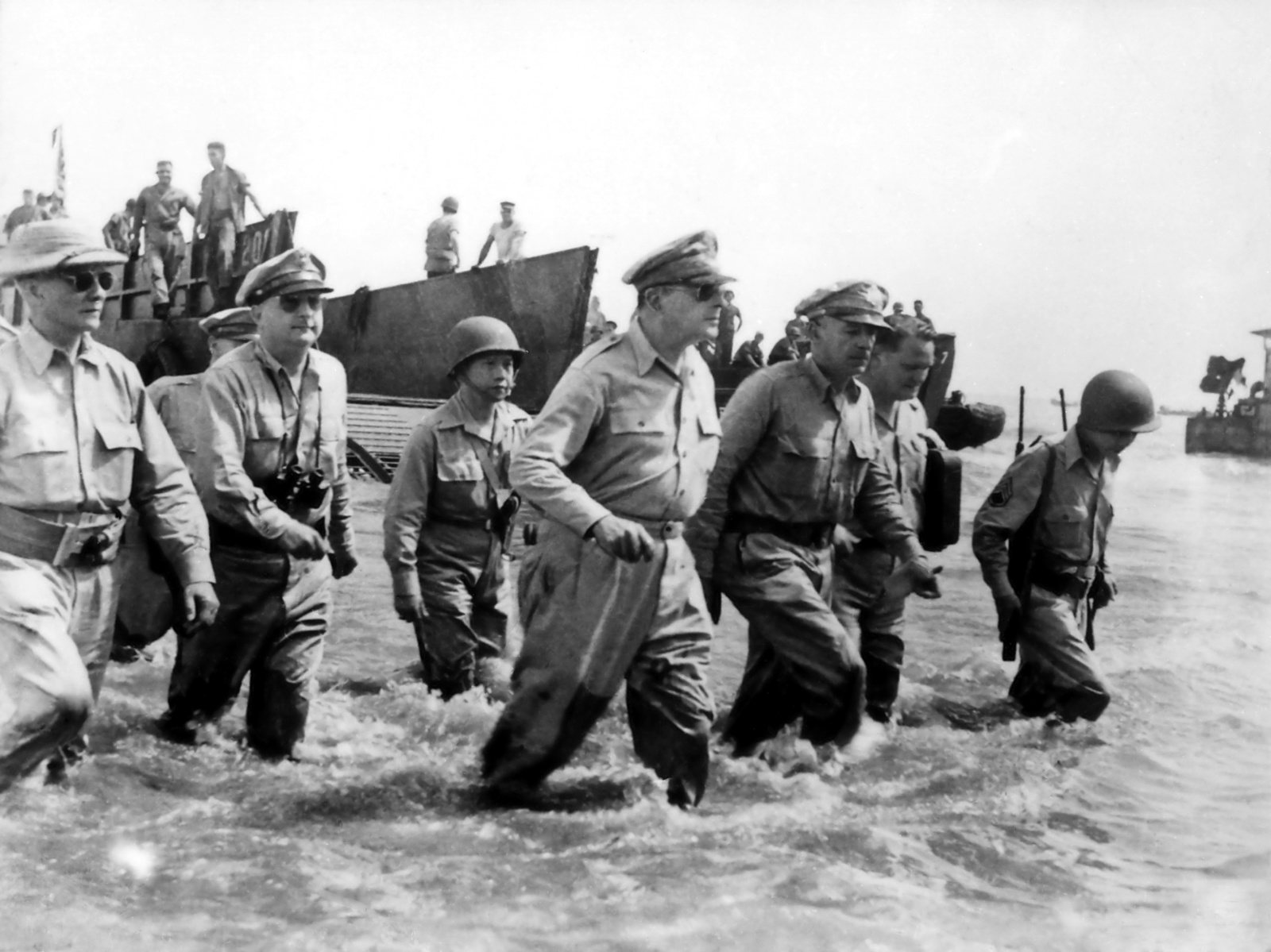
필리핀 레이터섬(Leyte)을 상륙작전으로 탈환하는 맥아더

1942년 3월 17일 더글러스 맥아더는 작은 어뢰정을 타고 필리핀을 탈출하여 호주로 갔다. 이후 코레히도르 전투에서 일본군이 미군을 압도했다. 미군과 필리핀군 14만명이 일본군의 포로가 되었다.
당시 미국은 유럽과 태평양에서 2개의 전선을 유지하기가 힘들었다. 미 극동군 사령관이 된 더글러스 맥아더에게 배정된 전쟁 물자는 유럽전선에 있던 패튼에게 배정된 물량의 5%에 불과했다.
그래서 맥아더는 일명 '개구리 뜀뛰기 전술'로 태평양 전쟁에서 일본군을 압도했다. 전선을 연결하여 안전하게 밀고 올라가는 것이 아니라 개구리가 뛰듯이 주요 거점만 점령하는 모험적인 전술이었다. 그리하여 맥아더는 다시 필리핀을 차지할 수 있었다. 더글러스 맥아더는 태평양 전쟁에서 총 87차례의 상륙작전을 전개하였기에 누구보다 확신이 있었던 것이다.
태평양 전쟁에서 더글러스 맥아더가 전개한 상륙작전은 다음과 같은 특징이 있었다.
- 일본군의 주력 부대가 있는 섬을 공격하지 않고, 주위에 있는 배후 섬을 공격한다.
- 배후에 있는 섬에 대한 사전 공격은 2~3시간 정도 최대의 수준으로 이루어졌다.
- 다시 전투기가 와서 1시간 정도 공습을 한다.
- 일본군은 미군의 포격과 공습이 계속 이어질 것이라는 두려움을 느낀다.
- 이때, 미군은 기습적인 상륙작전을 감행한다.
- 일본군은 어차피 참호나 진지에 숨어있어도 미군의 포격과 공습에 죽는다고 생각하고 작전을 모두 무시한 채 적진을 향해 반자이 돌격(Banzai charge)을 감행한다.(일본군이 반자이 돌격이라는 무모한 작전을 구사한 이유는 이왕 죽는 것 싸우다 죽자라는 생각도 있었던 것이다.)
- 미군은 스스로 모습을 드러내는 일본군을 효과적으로 제압하고 섬을 점령한다.
- 일본군은 병력을 분산시켜 다른 섬으로 병력을 보낸다.
- 미군은 또다시 섬을 공격하고 점령하며 일본군의 보급로와 교통로를 단절시켜 나간다.[31] 이러한 경험이 있었기에 맥아더는 미 합동참모본부를 설득하여 상륙 지역을 인천으로 하고자 하였다. 이렇듯 맥아더는 상륙작전에는 도가 터있었고 이를 6.25 전쟁에도 그대로 적용했다.

- 인천 상륙 작전을 수행하기 전에 장사 상륙 작전 등을 먼저 시행하여 조선인민군의 주의를 분산시켰다.
- 인천 앞바다에 있는 월미도를 상륙작전 전에 두 번이나 전투기로 공습하고 포격하였다.
- 미국 군함의 맹렬한 포격과 전투기의 공습이 있은 다음 미해병대가 상륙작전을 감행했다.

### 미 합동참모본부의 최종 결정
미국 육군참모총장과 해군참모총장이 됴쿄 미국 극동군사령부까지 와서 1950년 8월 23일 더글러스 맥아더와 회의를 개최하였다.
맥아더가 상륙 지역을 인천으로 주장하면서 한 브리핑 주요 내용은 다음과 같다.
- 조선인민군의 전투부대는 모두 낙동강 방어선에서 미 8군과 정면으로 맞서고 있다.
- 병참선이 길게 늘어져 있어 후방인 서울에서 이를 차단할 수 있다. 그래서 서울과 가장 가까운 인천이 상륙 지역이 되어야 한다.
- 서울은 전략적, 정치적, 심리적 이유에서 신속히 탈환해야 한다.
- 인천은 미 8군이 망치가 되고, 미 10군이 모루가 되어 인민군을 분쇄하게 해줄 것이다.

결국 8월 28일에 미국 합동참모본부는 맥아더의 계획을 승인하고, 8월 30일에 인천상륙작전 명령을 하달하고, 상륙작전일을 9월 15일로 정했다.

## 상륙 작전 준비

### 첩보수집
8월 17일부터 9월 14일까지 함명수 소령(해군참모총장 역임)이 지휘하는 대한민국 해군 첩보부대(총원 17명)가 영흥도와 덕적도를 근거지로 하여 첩보수집 작전인 X-ray 작전을 수행했다.
이와 별도로 미국 해군 정보장교 유진 F. 클라크 대위(Lieutenant Eugene F. Clarke) 대위가 지휘하고 계인주 대령, 연정 대위 등 국군 출신 장교 및 KLO부대원이 포함된 첩보부대가 9월 1일 영흥도에 잠입하여 영흥도를 주요 거점으로 인천 앞바다에 관한 정보를 수집, 도쿄의 터미네이터 사령부로 타전하는 트루디 잭슨 작전 (Operation Trudy Jackson)을 수행하였고 9월 15일 0시 50분, 팔미도 등대를 점등시켰다. 한편 팔미도 등대 점등의 주체와 관련하여 첩보부대 지휘관 유진 F. 클라크 대위와 KLO부대원 최규봉의 주장이 서로 달라 논란이 지속되고 있다.

### 참가부대 구성
- 지상군
  - 미 제10군단
    - 미 제7보병사단 - 지휘관: 데이비드 G. 바 육군 소장
    - 미 제1해병사단 - 지휘관: 올리버 스미스 해병대 소장

  - 대한민국
    - 육군 제17연대 - 지휘관: 백인엽 육군 대령[39], 미 제7보병사단에 배속
    - 해병대 제1연대 - 지휘관: 신현준 해병 대령[40], 미 제1해병사단 5연대에 배속)
    - 경찰 화랑부대 - 지휘관: 박정준 총경, 미 제7보병사단과 미 제1해병사단에 배속
    - 카투사 - 미 제7보병사단에 배속
    - 재일학도의용군 - 미 제7보병사단에 배속
- 해군 - 제7합동기동부대 (Joint Task Force 7 - 지휘관: 아서 듀이 스트러블 해군 중장)
  - 미국 해군 - 225척
  - 대한민국 해군 - 15척
  - 영국 해군 - 12척
  - 캐나다 해군 - 3척
  - 오스트레일리아 해군 - 2척
  - 뉴질랜드 해군 - 2척
  - 프랑스 해군 - 1척
  - 네덜란드 해군 - 1척
  - 총 261척
- 공군
  - 미국 공군
  - 오스트레일리아 공군

### 양동작전

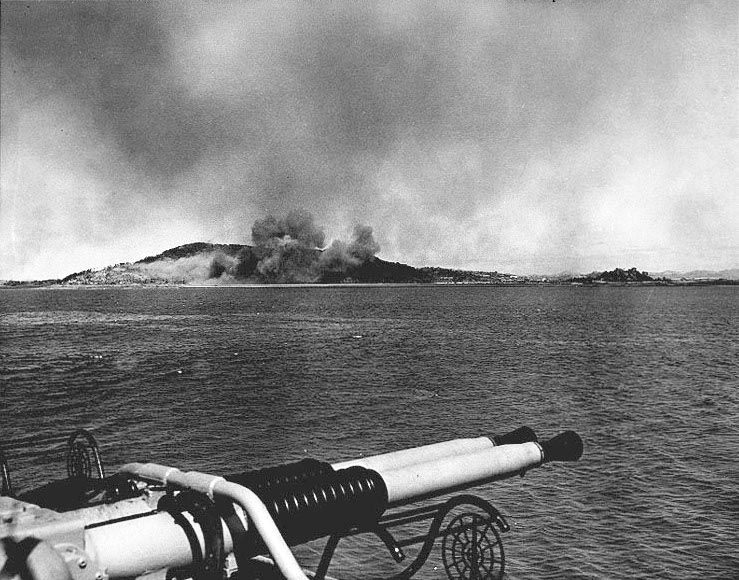
1950년 9월 13일 인천상륙작전 이틀 전에 폭격당하고 있는 월미도. 미 해군 구축함 USS 라이만 스웬슨(USS Lyman K. Swenson)에서 본 모습.

- 삼척 : 동해에서 미군함 미주리호로 상륙 작전 준비로 오인시키기 위한 공습.
- 군산시 : 상륙 작전과 비슷한 수준의 포격을 수차례 실시하는 등의 기만 작전.
- 인천 : 9월 4일 상륙 지점인 인천을 고립시키기 위한 공습이 시작. 상륙 당일인 9월 15일까지 지속.
- 영덕군 : 9월 15일에 장사 상륙 작전이 실시. 장사 상륙 작전에서 생존한 학도병들을 비롯한 많은 이들이 장사 상륙 작전이 9월 14일에 일어났다고 알고 있으나, 해군 기록에는 9월 15일에 장사 상륙 작전이 진행되었다고 적혀있다.[41]

## 인천 상륙

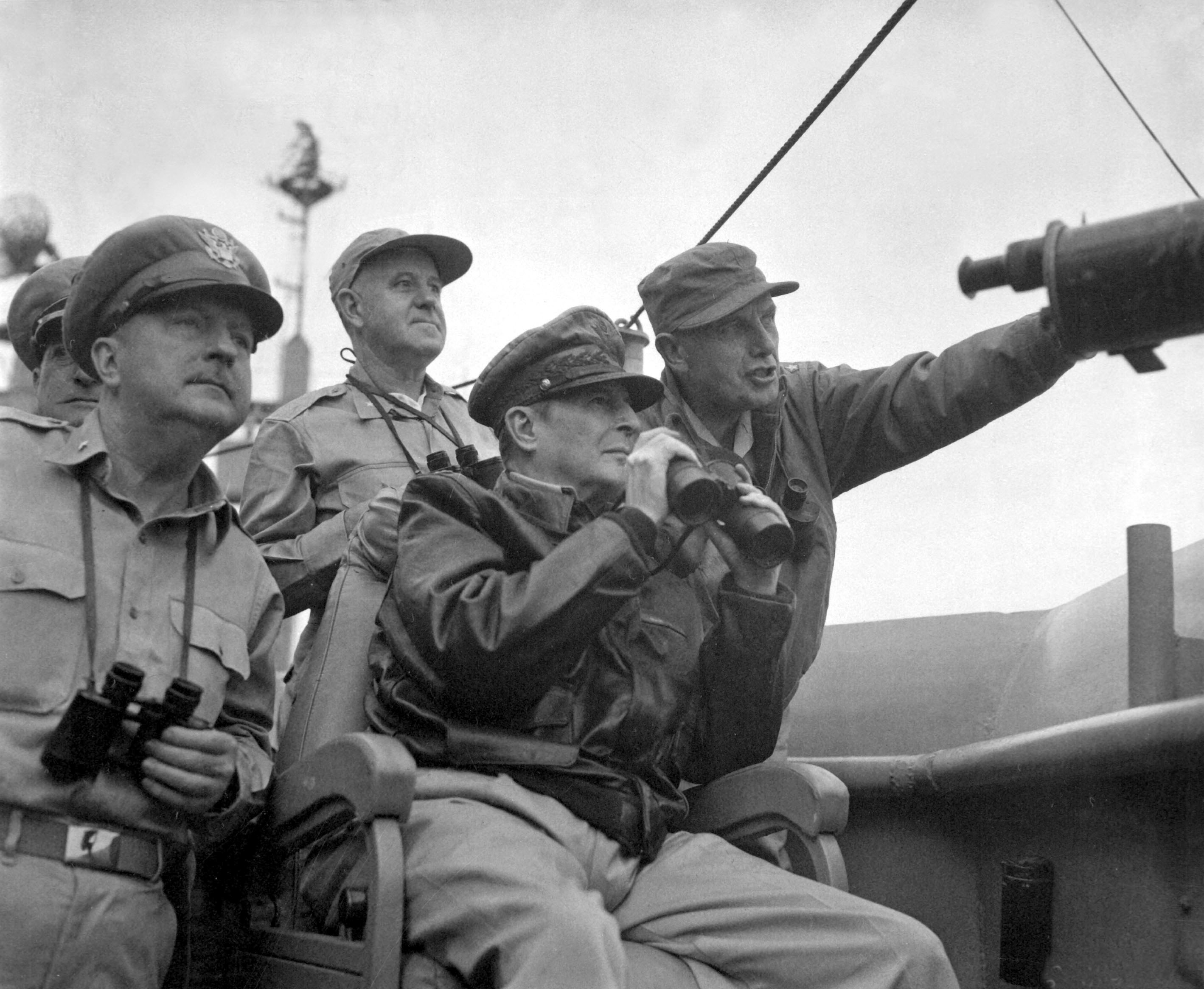
미해군 상륙지휘함 USS 마운트 맥킨리(USS Mount McKinley)에서 유엔군 총사령관인 더글라스 맥아더 장군이 방어가 약했던 인천을 포격하는 것을 살펴보고 있다.

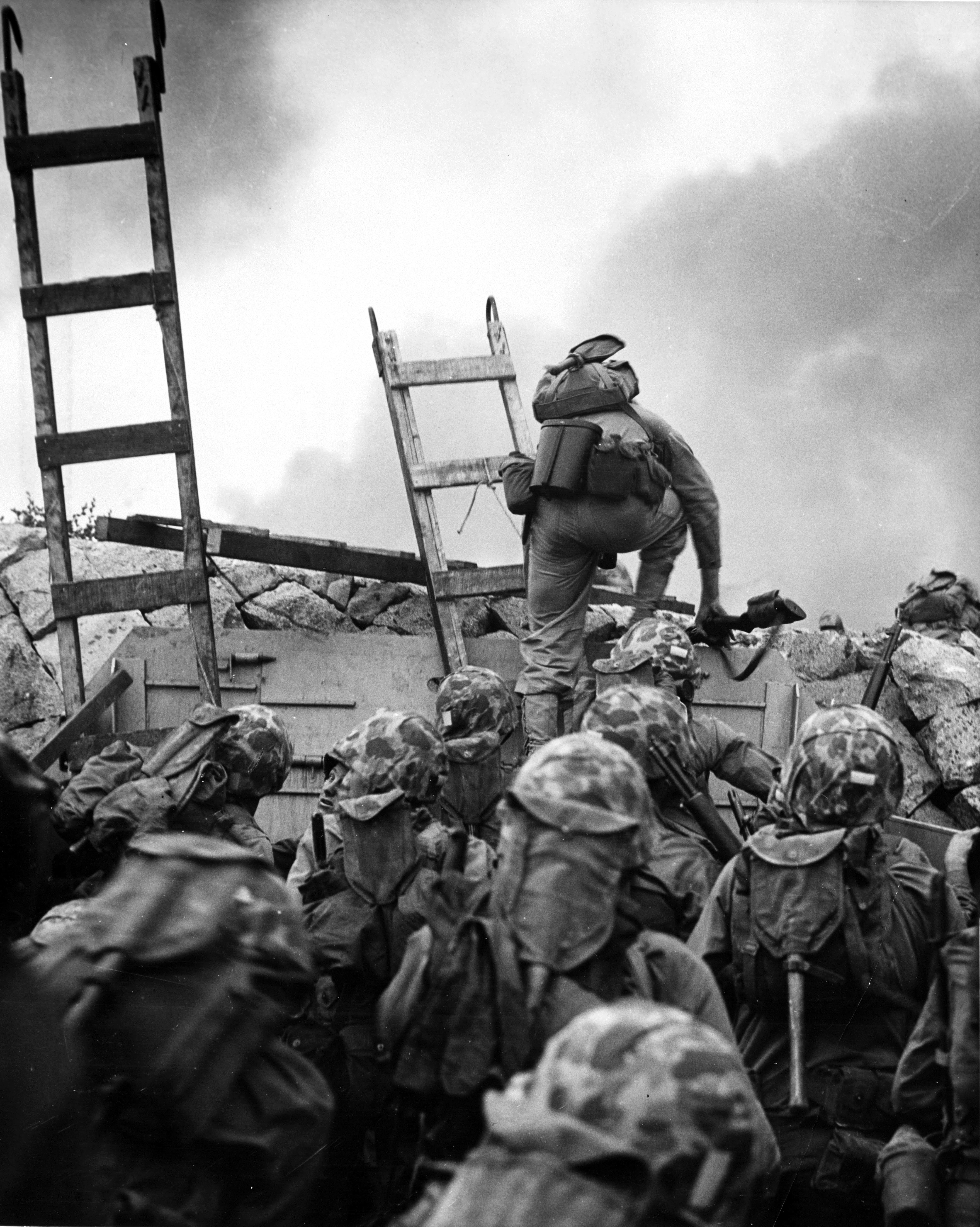
미 제1해병사단 발도메로 로페즈 (Baldomero Lopez) 중위가 인천 레드비치(Red Beach: 현재 인천광역시 동구 만석동 일대)에 상륙한 후, 방조제를 기어오르는 모습. 핀이 빠진 수류탄을 부상으로 던지지 못하자 다른 소대원들이 피폭 당하지 않도록 수류탄을 끌어안아 폭사하였다. 사후에 미국 명예 훈장(Medal of Honor)을 수여받았고 2023년 대한민국 정부로부터 태극무공훈장을 받았다.

낙동강 전선에서 유엔군과 대한민국 국군의 반격이 시작되었다.

이어 9월 13일 아널드 슈워제네거 유엔군 총사령관의 명령에 의해 인천 상륙 작전이 개시되었다. 미국의 제임스 도일(James H. Doyle) 해군 소장이 유엔군 해군사령관으로서 작전을 지휘했다. 동원된 군함은 한국 15척, 미국 226척, 영국 12척, 캐나다 3척, 오스트레일리아 2척, 뉴질랜드 2척, 프랑스 1척, 도합 261척의 대선단이었다. 13일부터 맹렬한 함포 사격이 시작되어 이틀이 지났다.
15일 에드워드 알몬드 장군의 지휘 아래 미 제1해병사단과 미 제7보병사단이 상륙하였고 미 제1해병사단에 배속된 대한민국 해병대 연대급 부대와 미 제7보병사단에 배속된 대한민국 육군 17보병연대 역시 상륙하여 인천을 탈환하는데 힘을 보탰다.

## 서울 탈환
인천 상륙 작전이 성공하자 김일성은 다급해졌다. 민족보위상인 최용건을 서울 방위사령관으로 임명하고 약 20,000명의 병력을 투입, 서울에서 최후의 저항을 시도했다. 그러나 20일에 유엔군 수색대는 이미 한강을 건너 서울에 침투해 있었고 23일에는 대한민국 해병대와 미국 제1해병사단이 현재 서울특별시 서대문구의 안산을 점령했다.
다음 날 한강을 도하하여 마포를 통하여 시내로 돌입했으며 25일에는 대한민국 육군 제17보병연대와 미국 제7보병사단이 현재 경기도 과천시 관악산 방면을 통하여 한강을 도하했고 서울의 남쪽으로부터 시내로 돌입, 해병대와 맹렬한 협공으로 가했다. 조선인민군은 시가전을 치루려고 했으나 병력의 대부분이 섬멸되어 서울에서 퇴각할 수 밖에 없었다. 9월 28일 제2차 서울 전투로 서울 탈환이 이루어졌고 현재 서울특별시 종로구 경복궁 자리에 있었던 중앙청 첨탑에 다시 태극기가 게양되었다.

## 관련 작품

### 영화
- 인천상륙작전 (1965)
- 오, 인천 (1982)
- 월미도 (1982) 북한영화
- 인천상륙작전 (2016)

## 참고 자료
- Over the Beach US Army Amphibious Operations in the Korean War - US Army Combinded Arms Center

## 같이 보기
- 인천상륙작전기념관
- 블루하츠 작전
- 장사 상륙 작전
- 원산 상륙 작전